# Danh sách đập cao nhất
Đây là danh sách các đập cao nhất thế giới. Con đập cao nhất thế giới là đập Jinping-I, một đập vòm ở Trung Quốc với chiều cao 305 m (1.001 ft). Đập kè cao nhất và đập cao thứ hai trên thế giới là đập Nurek ở Tajikistan với chiều cao 300 m. Đập trọng lực cao nhất là đập Grande Dixence cao 285 m ở Thụy Sĩ. Đập tự nhiên cao nhất là đập Sarez cao 567 m ở Tajikistan cao hơn so với những đập nhân tạo cao nhất hiện nay.

## Hiện tại
| Tên                                  | Chiều cao           | Loại                                               | Quốc gia                | Sông                    | Năm hoàn thành |
| ------------------------------------ | ------------------- | -------------------------------------------------- | ----------------------- | ----------------------- | -------------- |
| Đập Jinping-I                        | 305 m (1.001 ft)    | Concrete arch                                      | Trung Quốc              | Yalong                  | 2013           |
| Đập Nurek                            | 300 m (980 ft)      | Embankment, earth-fill                             | Tajikistan              | Vakhsh                  | 1980           |
| Đập Tiểu Loan                        | 292 m (958 ft)      | Concrete arch                                      | Trung Quốc              | Lancang                 | 2010           |
| Đập Xiluodu                          | 285,5 m (937 ft)    | Concrete arch                                      | Trung Quốc              | Jinsha River            | 2013           |
| Đập Grande Dixence                   | 285 m (935 ft)      | Concrete gravity                                   | Thụy Sĩ                 | Dixence                 | 1964           |
| Enguri Dam                           | 271,5 m (891 ft)    | Concrete arch                                      | Gruzia                  | Enguri                  | 1987           |
| Yusufeli Dam                         | 270 m (890 ft)      | Arch, double-curvature                             | Thổ Nhĩ Kỳ              | Çoruh River             | 2018           |
| Vajont Dam (disused)                 | 261,6 m (858 ft)    | Concrete arch                                      | Ý                       | Vajont                  | 1959           |
| Nuozhadu Dam                         | 261,5 m (858 ft)    | Embankment                                         | Trung Quốc              | Lancang River           | 2012           |
| Manuel Moreno Torres (Chicoasén) Dam | 261 m (856 ft)      | Embankment, earth-fill                             | México                  | Grijalva River          | 1980           |
| Tehri Dam                            | 260,5 m (855 ft)    | Embankment, earth-fill                             | Ấn Độ                   | Bhagirathi              | 2006           |
| Mauvoisin Dam                        | 250 m (820 ft)      | Concrete arch                                      | Thụy Sĩ                 | Bagnes                  | 1957           |
| Laxiwa Dam                           | 250 m (820 ft)      | Concrete arch                                      | Trung Quốc              | Yellow River            | 2009           |
| Deriner Dam                          | 249 m (817 ft)      | Concrete double-arch                               | Thổ Nhĩ Kỳ              | Çoruh River             | 2012           |
| Alberto Lleras (Guavio) Dam          | 243 m (797 ft)      | Embankment, rock-fill                              | Colombia                | Guavio River            | 1989           |
| Mica Dam                             | 243 m (797 ft)      | Embankment, earth-fill                             | Canada                  | Columbia River          | 1973           |
| Gilgel Gibe III Dam                  | 243 m (797 ft)      | Roller-compacted concrete gravity                  | Ethiopia                | Omo River               | 2015           |
| Sayano Shushenskaya Dam              | 242 m (794 ft)      | Concrete arch-gravity                              | Nga                     | Yenisei River           | 1985           |
| Ertan Dam                            | 240 m (790 ft)      | Concrete arch-gravity                              | Trung Quốc              | Yalong River            | 1999           |
| Changheba Dam                        | 240 m (790 ft)      | Embankment, concrete-face rock-fill                | Trung Quốc              | Dadu River              | 2016           |
| La Esmeralda Dam                     | 237 m (778 ft)      | Embankment, rock-fill                              | Colombia                | Bata                    | 1976           |
| Oroville Dam                         | 234,7 m (770 ft)    | Embankment, earth-fill                             | Hoa Kỳ                  | Feather River           | 1968           |
| El Cajón Dam                         | 234 m (768 ft)      | Concrete double-arch                               | Honduras                | Humuya River            | 1985           |
| Shuibuya Dam                         | 233 m (764 ft)      | Embankment, concrete-face rock-fill                | Trung Quốc              | Qingjiang               | 2008           |
| Chirkey Dam                          | 232,5 m (763 ft)    | Concrete arch                                      | Nga                     | Sulak River             | 1976           |
| Goupitan Dam                         | 232,5 m (763 ft)    | Concrete double-arch                               | Trung Quốc              | Wu Jiang River          | 2009           |
| Karun-4 Dam                          | 230 m (750 ft)      | Concrete arch-gravity                              | Iran                    | Karun                   | 2010           |
| Bhakra Dam                           | 226 m (741 ft)      | Concrete gravity                                   | Ấn Độ                   | Sutlej                  | 1963           |
| Luzzone Dam                          | 225 m (738 ft)      | Concrete arch                                      | Thụy Sĩ                 | Lago di Luzzone         | 1963           |
| Hoover Dam                           | 221,46 m (726,6 ft) | Concrete arch-gravity                              | Hoa Kỳ                  | Colorado River          | 1936           |
| Jiangpinghe Dam                      | 221 m (725 ft)      | Embankment, concrete-face rock-fill                | Trung Quốc              | Loushui River           | 2012           |
| Contra Dam                           | 220 m (720 ft)      | Concrete arch                                      | Thụy Sĩ                 | Verzasca River          | 1965           |
| La Yesca Dam                         | 220 m (720 ft)      | Embankment, concrete-face rock-fill                | México                  | Rio Grande de Santiago  | 2012           |
| Mratinje Dam                         | 220 m (720 ft)      | Concrete arch-gravity                              | Montenegro              | Piva                    | 1976           |
| Dworshak Dam                         | 218,6 m (717 ft)    | Concrete gravity                                   | Hoa Kỳ                  | NF Clearwater River     | 1973           |
| Longtan Dam                          | 216,5 m (710 ft)    | Roller-compacted concrete gravity                  | Trung Quốc              | Hongshui River          | 2009           |
| Glen Canyon Dam                      | 216,4 m (710 ft)    | Concrete arch-gravity                              | Hoa Kỳ                  | Colorado River          | 1966           |
| Toktogul Dam                         | 215 m (705 ft)      | Concrete gravity                                   | Kyrgyzstan              | Naryn                   | 1974           |
| Daniel-Johnson Dam                   | 214 m (702 ft)      | Concrete multiple-arch gravity                     | Canada                  | Manicouagan River       | 1970           |
| Dagangshan Dam                       | 210 m (690 ft)      | Concrete arch                                      | Trung Quốc              | Dadu River              | 2015           |
| Keban Dam                            | 210 m (690 ft)      | Combined: rock-fill and concrete gravity           | Thổ Nhĩ Kỳ              | Euphrates River         | 1974           |
| San Roque Dam                        | 210 m (690 ft)      | Embankment                                         | Philippines             | Agno River              | 2003           |
| Ermenek Dam                          | 210 m (690 ft)      | Concrete double-arch                               | Thổ Nhĩ Kỳ              | Göksu                   | 2009           |
| Irapé Dam                            | 208 m (682 ft)      | Embankment, rock-fill                              | Brasil                  | Jequitinhonha River     | 2006           |
| Bakun Dam                            | 205 m (673 ft)      | Embankment, concrete-face rock-fill                | Malaysia                | Balui River             | 2011           |
| Karun-3 Dam                          | 205 m (673 ft)      | Concrete arch-gravity                              | Iran                    | Karun River             | 2005           |
| Zimapán Dam                          | 203 m (666 ft)      | Concrete arch-gravity                              | México                  | Moctezuma River         | 1993           |
| Dez Dam                              | 203 m (666 ft)      | Concrete arch-gravity                              | Iran                    | Dez River               | 1963           |
| Almendra Dam                         | 202 m (663 ft)      | Concrete arch                                      | Tây Ban Nha             | Tormes River            | 1970           |
| Campos Novos Dam                     | 202 m (663 ft)      | Embankment, concrete-face rock-fill                | Brasil                  | Canoas River            | 2006           |
| Berke Dam                            | 201 m (659 ft)      | Concrete arch-gravity                              | Thổ Nhĩ Kỳ              | Ceyhan River            | 2001           |
| Guangzhao Dam                        | 200,5 m (658 ft)    | Concrete gravity                                   | Trung Quốc              | Beipan River            | 2008           |
| Kölnbrein Dam                        | 200 m (660 ft)      | Concrete double-arch gravity                       | Áo                      | Streams in upper Malta  | 1977           |
| Shahid Abbaspour Dam (Karun 1)       | 200 m (660 ft)      | Concrete double-arch                               | Iran                    | Karun River             | 1976           |
| New Bullards Bar Dam                 | 196,6 m (645 ft)    | Concrete arch-gravity                              | Hoa Kỳ                  | Yuba River              | 1969           |
| Itaipu Dam                           | 196 m (643 ft)      | Concrete gravity                                   | Brasil / Paraguay       | Paraná River            | 1984           |
| Altinkaya Dam                        | 195 m (640 ft)      | Embankment, rock-fill                              | Thổ Nhĩ Kỳ              | Kizil Irmak             | 1988           |
| Boyabat Dam                          | 195 m (640 ft)      | Concrete gravity                                   | Thổ Nhĩ Kỳ              | Kizilirmak River        | 2012           |
| Kárahnjúkastífla Dam                 | 193 m (633 ft)      | Embankment, concrete-face rock-fill                | Iceland                 | Jökulsá                 | 2009           |
| New Melones Dam                      | 190,5 m (625 ft)    | Embankment, earth/rock-fill                        | Hoa Kỳ                  | Stanislaus River        | 1979           |
| W.A.C. Bennett Dam                   | 190,5 m (625 ft)    | Embankment, earth-fill                             | Canada                  | Peace River             | 1968           |
| Sogamoso Dam                         | 190 m (620 ft)      | Embankment, concrete-face rock-fill                | Colombia                | Sogamoso                | 2014           |
| Arkun Dam                            | 188 m (617 ft)      | Embankment, earth-fill                             | Thổ Nhĩ Kỳ              | Çoruh River             | 2014           |
| Miel 1 Dam                           | 188 m (617 ft)      | Roller-compacted concrete gravity                  | Colombia                | Miel River              | 2002           |
| Aguamilpa Dam                        | 187 m (614 ft)      | Embankment, concrete-face rock-fill                | México                  | Rio Grande de Santiago  | 1993           |
| Kurobe Dam                           | 186 m (610 ft)      | Concrete arch-gravity                              | Nhật Bản                | Kurobe River            | 1963           |
| Pubugou Dam                          | 186 m (610 ft)      | Embankment, concrete-face rock-fill                | Trung Quốc              | Yalong River            | 2010           |
| Zillergründl Dam                     | 186 m (610 ft)      | Concrete arch                                      | Áo                      | Ziller                  | 1986           |
| Sanbanxi Dam                         | 185,6 m (609 ft)    | Embankment, concrete-face rock-fill                | Trung Quốc              | Yuanshui River          | 2006           |
| Oymapinar Dam                        | 185,5 m (609 ft)    | Concrete arch                                      | Thổ Nhĩ Kỳ              | Manavgat River          | 1984           |
| Barra Grande Dam                     | 185 m (607 ft)      | Embankment, concrete-face rock-fill                | Brasil                  | Pelotas River           | 2005           |
| Katse Dam                            | 185 m (607 ft)      | Concrete double-arch                               | Lesotho                 | Malibamat'so River      | 1996           |
| Tekeze Dam                           | 189 m (620 ft)      | Concrete double-arch                               | Ethiopia                | Tekeze River            | 2009           |
| Three Gorges Dam                     | 181 m (594 ft)      | Concrete gravity                                   | Trung Quốc              | Yangtze River           | 2008           |
| Mossyrock Dam                        | 184,7 m (606 ft)    | Concrete arch-gravity                              | Hoa Kỳ                  | Cowlitz River           | 1968           |
| Shasta Dam                           | 183,5 m (602 ft)    | Concrete arch-gravity                              | Hoa Kỳ                  | Sacramento River        | 1945           |
| Techi Dam (Deji, Tachian)            | 181 m (594 ft)      | Concrete arch-gravity                              | Đài Loan                | Dajia (Tachia)          | 1974           |
| Artvin Dam                           | 180 m (590 ft)      | Concrete arch-gravity                              | Thổ Nhĩ Kỳ              | Çoruh River             | 2016           |
| Tignes Dam                           | 180 m (590 ft)      | Concrete arch-gravity                              | Pháp                    | Lac du Chevril          | 1952           |
| Dartmouth Dam                        | 180 m (590 ft)      | Embankment, earth/rock-fill                        | Úc                      | Mitta Mitta River       | 1979           |
| Emosson Dam                          | 180 m (590 ft)      | Concrete arch                                      | Thụy Sĩ                 | Barberini               | 1973           |
| Amir Kabir Dam                       | 180 m (590 ft)      | Concrete arch                                      | Iran                    | Karaj                   | 1961           |
| Seimare Dam                          | 180 m (590 ft)      | Concrete arch, variable-radius                     | Iran                    | Seimare                 | 2011           |
| Piedra del Águila Dam                | 180 m (590 ft)      | Concrete gravity                                   | Argentina               | Rio Limay               | 1993           |
| Upper Gotvand Dam                    | 180 m (590 ft)      | Embankment, rock-fill                              | Iran                    | Karun                   | 2012           |
| Hongjiadu Dam                        | 179,5 m (589 ft)    | Embankment, concrete-face rock-fill                | Trung Quốc              | Liuchong River          | 2005           |
| Longyangxia Dam                      | 178 m (584 ft)      | Concrete arch-gravity                              | Trung Quốc              | Yellow River            | 1992           |
| Tianshengqiao Dam                    | 178 m (584 ft)      | Embankment, concrete-face rock-fill                | Trung Quốc              | Nanpan River            | 2000           |
| El Cajón                             | 178 m (584 ft)      | Embankment, concrete-face rock-fill                | México                  | Rio Grande de Santiago  | 2007           |
| New Don Pedro Dam                    | 178 m (584 ft)      | Embankment, earth-fill                             | Hoa Kỳ                  | Tuolumne River          | 1971           |
| Danjiangkou Dam                      | 176,6 m (579 ft)    | Concrete gravity                                   | Trung Quốc              | Han River               | 1973           |
| Takase Dam                           | 176 m (577 ft)      | Embankment, rock-fill                              | Nhật Bản                | Shinano                 | 1978           |
| Marun Dam                            | 175 m (574 ft)      | Embankment                                         | Iran                    | Marun River             | 1998           |
| Hasan Ugurlu Dam                     | 175 m (574 ft)      | Embankment, rock-fill                              | Thổ Nhĩ Kỳ              | Yesilirmak              | 1981           |
| Karakaya Dam                         | 173 m (568 ft)      | Concrete arch-gravity                              | Thổ Nhĩ Kỳ              | Euphrates River         | 1987           |
| Alpe Gera Dam                        | 174 m (571 ft)      | Concrete gravity                                   | Ý                       | Cormor                  | 1964           |
| Revelstoke Dam                       | 174 m (571 ft)      | Concrete gravity                                   | Canada                  | Columbia River          | 1984           |
| Thissavros Dam                       | 172 m (564 ft)      | Embankment, rock-fill                              | Hy Lạp                  | Nestos                  | 1996           |
| Hungry Horse Dam                     | 171,9 m (564 ft)    | Concrete arch-gravity                              | Hoa Kỳ                  | Flathead River          | 1953           |
| Cahora Bassa Dam                     | 171 m (561 ft)      | Concrete arch-gravity                              | Mozambique              | Zambezi River           | 1974           |
| Denis-Perron Dam                     | 171 m (561 ft)      | Embankment, rock-fill                              | Canada                  | Sainte-Marguerite River | 2002           |
| Kajiwa Dam                           | 171 m (561 ft)      | Embankment, concrete-face rock-fill                | Trung Quốc              | Muli River              |                |
| Kığı Dam                             | 170 m (560 ft)      | Embankment, rock-fill                              | Thổ Nhĩ Kỳ              | Peri River              |                |
| Paute Dam                            | 170 m (560 ft)      | Concrete arch-gravity                              | Ecuador                 | Paute River             |                |
| Atatürk Dam                          | 169 m (554 ft)      | Embankment, rock-fill with clay-core               | Thổ Nhĩ Kỳ              | Euphrates River         |                |
| Daryan Dam                           | 169 m (554 ft)      | Embankment, rock-fill                              | Iran                    | Sirvan River            |                |
| Idukki Dam                           | 168 m (551 ft)      | Concrete arch                                      | Ấn Độ                   | Periyar                 | 1973           |
| Bruno Creek Tailings Dam             | 168 m (551 ft)      | Embankment, earth-fill                             | Hoa Kỳ                  | Bruno Creek             |                |
| Charvak Dam                          | 168 m (551 ft)      | Embankment, earth/rock-fill                        | Uzbekistan              | Chirchik                | 1970           |
| Guandi Dam                           | 168 m (551 ft)      | Concrete gravity                                   | Trung Quốc              | Yalong River            |                |
| Gura Apelor Dam                      | 168 m (551 ft)      | Embankment, rock-fill                              | România                 | Raul Mare               |                |
| Seven Oaks Dam                       | 168 m (551 ft)      | Embankment, earth/rock-fill                        | Hoa Kỳ                  | Santa Ana River         |                |
| Dongfeng Dam                         | 168 m (551 ft)      | Concrete arch                                      | Trung Quốc              | Wu                      |                |
| Grand Coulee Dam                     | 167,6 m (550 ft)    | Concrete gravity                                   | Hoa Kỳ                  | Columbia River          |                |
| Koldam Dam                           | 167 m (548 ft)      | Embankment, rock-fill                              | Ấn Độ                   | Sutlej                  | 2015           |
| Mazar Dam                            | 166 m (545 ft)      | Embankment, concrete-face rock-fill                | Ecuador                 | Paute River             |                |
| Vidraru Dam                          | 166 m (545 ft)      | Concrete arch                                      | România                 | Arges                   |                |
| Kremasta Dam                         | 165 m (541 ft)      | Embankment, earth-fill                             | Hy Lạp                  | Achelous River          |                |
| Thomson Dam                          | 165 m (541 ft)      | Embankment, earth-fill                             | Úc                      | Thomson River           |                |
| Wujiangdu Dam                        | 165 m (541 ft)      | Concrete arch-gravity                              | Trung Quốc              | Wujiang River           |                |
| Trinity Dam                          | 164 m (538 ft)      | Embankment, earth-fill                             | Hoa Kỳ                  | Trinity River           |                |
| Masjed Soleyman Dam                  | 164 m (538 ft)      | Embankment, concrete-face rock-fill with clay-core | Iran                    | Karun                   |                |
| Sardar Sarovar Dam                   | 163 m (535 ft)      | Concrete gravity                                   | Ấn Độ                   | Narmada                 | 2017           |
| Guri Dam                             | 162 m (531 ft)      | Concrete gravity                                   | Venezuela               | Río Caroní              |                |
| Talbingo Dam                         | 162 m (531 ft)      | Embankment, earth-fill                             | Úc                      | Tumut River             |                |
| Huites Dam                           | 162 m (531 ft)      | Concrete arch-gravity                              | México                  | Fuerte                  |                |
| Robert-Bourassa Dam                  | 162 m (531 ft)      | Embankment, earth-fill                             | Canada                  | La Grande River         |                |
| Tankeng Dam                          | 162 m (531 ft)      | Embankment, concrete-face rock-fill                | Trung Quốc              | Ou River                |                |
| Tokuyama Dam                         | 161 m (528 ft)      | Embankment                                         | Nhật Bản                | Ibi River               |                |
| Xiangjiaba Dam                       | 161 m (528 ft)      | Concrete gravity                                   | Trung Quốc              | Jinsha River            |                |
| Bento Munhoz da Rocha Netto Dam      | 160 m (520 ft)      | Embankment, concrete-face rock-fill                | Brasil                  | Iguazu River            |                |
| Grand'Maison Dam                     | 160 m (520 ft)      | Embankment, rock-fill                              | Pháp                    | Eau d'Olle              |                |
| Jinanqiao Dam                        | 160 m (520 ft)      | Concrete gravity                                   | Trung Quốc              | Jinsha River            |                |
| Los Leones Dam                       | 160 m (520 ft)      | Embankment, earth-fill                             | Chile                   | Los Leones              |                |
| Ranjit Sagar Dam                     | 160 m (520 ft)      | Embankment                                         | Ấn Độ                   | Ravi River              |                |
| Ross Dam                             | 160 m (520 ft)      | Concrete thin-arch                                 | Hoa Kỳ                  | Skagit River            |                |
| Yellowtail Dam                       | 160 m (520 ft)      | Concrete arch-gravity                              | Hoa Kỳ                  | Bighorn River           |                |
| Guanyinyan Dam                       | 159 m (522 ft)      | Roller-compacted concrete gravity                  | Trung Quốc              | Jinsha River            |                |
| Pai Querê Dam                        | 158 m (518 ft)      | Embankment, concrete-face rock-fill                | Brasil                  | Pelotas River           |                |
| Cougar Dam                           | 158 m (518 ft)      | Embankment, rock-fill                              | Hoa Kỳ                  | McKenzie River          |                |
| Emborcação Dam                       | 158 m (518 ft)      | Embankment, earth-fill                             | Brasil                  | Rio Paranaíba           |                |
| Naramata Dam                         | 158 m (518 ft)      | Embankment, rock-fill                              | Nhật Bản                | Naramata                |                |
| Pangduo Dam                          | 158 m (518 ft)      | Embankment, rock-fill                              | Trung Quốc              | Lhasa River             | 2013           |
| Rudbar Lorestan Dam                  | 158 m (518 ft)      | Concrete gravity                                   | Iran                    | Rudbar River            | 2016           |
| Geheyan Dam                          | 157 m (515 ft)      | Concrete arch                                      | Trung Quốc              | Qingjiang River         |                |
| Dongjiang Dam                        | 157 m (515 ft)      | Concrete arch                                      | Trung Quốc              | Lishui River            |                |
| Jilintai I Dam                       | 157 m (515 ft)      | Embankment, concrete-face rock-fill                | Trung Quốc              | Kashi River             |                |
| Okutadami Dam                        | 157 m (515 ft)      | Concrete gravity                                   | Nhật Bản                | Tadami River            |                |
| Speccheri Dam                        | 157 m (515 ft)      | Concrete arch                                      | Ý                       | Vallarsa                |                |
| Malutang Dam                         | 156 m (512 ft)      | Embankment, concrete-face rock-fill                | Trung Quốc              | Panlong River           |                |
| Miyagase Dam                         | 156 m (512 ft)      | Concrete gravity                                   | Nhật Bản                | Nakatsu River           |                |
| Shatuo Dam                           | 156 m (512 ft)      | Concrete arch                                      | Trung Quốc              | Wu River                | 2009           |
| Nukui Dam                            | 156 m (512 ft)      | Concrete arch                                      | Nhật Bản                | Takayama                |                |
| Swift Dam                            | 156 m (512 ft)      | Embankment, earth-fill                             | Hoa Kỳ                  | Lewis River             |                |
| Urayama                              | 156 m (512 ft)      | Roller-compacted concrete gravity                  | Nhật Bản                | Arakawa River           |                |
| Zeuzier Dam                          | 156 m (512 ft)      | Concrete arch                                      | Thụy Sĩ                 | Lienne                  |                |
| Zipingpu Dam                         | 156 m (512 ft)      | Embankment                                         | Trung Quốc              | Min River               |                |
| Nagawado Dam (Tepco Upper Azumi)     | 155,5 m (510 ft)    | Concrete arch                                      | Nhật Bản                | Azumi River             |                |
| Sakuma Dam                           | 155,5 m (510 ft)    | Concrete gravity                                   | Nhật Bản                | Tenryū River            |                |
| Bashan Dam                           | 155 m (509 ft)      | Embankment, concrete-face rock-fill                | Trung Quốc              | Ren River               |                |
| Lijiaxia Dam                         | 155 m (509 ft)      | Concrete arch-gravity                              | Trung Quốc              | Yellow River            |                |
| Göscheneralp Dam                     | 155 m (509 ft)      | Embankment, earth-fill                             | Thụy Sĩ                 | Göschenerreuss          |                |
| Place Moulin Dam                     | 155 m (509 ft)      | Concrete arch                                      | Ý                       | Buthier                 |                |
| Kenyir Dam                           | 155 m (509 ft)      | Embankment                                         | Malaysia                | Kenyir                  |                |
| Ralco Dam                            | 155 m (509 ft)      | Roller-compacted concrete gravity                  | Chile                   | Biobío River            |                |
| Turkwel Dam                          | 155 m (509 ft)      | Concrete arch                                      | Kenya                   | Turkwel                 |                |
| Liyuan Dam                           | 155 m (509 ft)      | Embankment, concrete-face rock-fill                | Trung Quốc              | Jinsha River            |                |
| Bhumibol Dam                         | 154 m (505 ft)      | Concrete arch                                      | Thái Lan                | Ping River              |                |
| Serra da Mesa Dam                    | 154 m (505 ft)      | Embankment                                         | Brasil                  | Tocantins               |                |
| Xiaolangdi Dam                       | 154 m (505 ft)      | Embankment, rock-fill                              | Trung Quốc              | Yellow River            |                |
| Gepatsch Dam                         | 153 m (502 ft)      | Embankment, rock-fill                              | Áo                      | Faggenbach, Inn River   |                |
| Curnera Dam                          | 153 m (502 ft)      | Concrete arch                                      | Thụy Sĩ                 | Curnera                 |                |
| Monteynard-Avignonet Dam             | 153 m (502 ft)      | Concrete arch                                      | Pháp                    | Drac                    |                |
| Santa Giustina Dam                   | 153 m (502 ft)      | Concrete arch                                      | Ý                       | Noce                    |                |
| Tedorigawa Dam                       | 153 m (502 ft)      | Embankment                                         | Nhật Bản                | Tedori                  |                |
| Flaming Gorge Dam                    | 153 m (502 ft)      | Concrete thin-arch                                 | Hoa Kỳ                  | Green River             |                |
| Alqueva Dam                          | 152 m (499 ft)      | Concrete arch-gravity                              | Bồ Đào Nha              | Guadiana                |                |
| Torul Dam                            | 152 m (499 ft)      | Embankment, concrete-face rock-fill                | Thổ Nhĩ Kỳ              | Harşit River            |                |
| Fierza Dam (Fierze)                  | 152 m (499 ft)      | Embankment, rock-fill                              | Albania                 | Drin River              |                |
| Menzelet Dam                         | 151 m (495 ft)      | Embankment                                         | Thổ Nhĩ Kỳ              | Ceyhan River            |                |
| Zervreila Dam                        | 151 m (495 ft)      | Concrete arch                                      | Thụy Sĩ                 | River Rhine             |                |
| Porce III Dam                        | 151 m (495 ft)      | Embankment, concrete-face rock-fill                | Colombia                | Porce                   |                |
| New Exchequer Dam                    | 150 m (490 ft)      | Embankment, concrete-face rock-fill                | Hoa Kỳ                  | Merced River            |                |
| Messochora Dam                       | 150 m (490 ft)      | Embankment, concrete-face rock-fill                | Hy Lạp                  | Achelous River          |                |
| Roselend Dam                         | 150 m (490 ft)      | Concrete gravity-arch-buttress                     | Pháp                    | Roselend                |                |
| Canelles Dam                         | 150 m (490 ft)      | Concrete arch                                      | Tây Ban Nha             | Noguera Ribagorzana     |                |
| Dongjing Dam                         | 150 m (490 ft)      | Embankment, concrete-face rock-fill                | Trung Quốc              | Beipan River            |                |
| Baishan Dam                          | 149,5 m (490 ft)    | Concrete arch-gravity                              | Trung Quốc              | Second Songhua River    |                |
| El Infiernillo Dam                   | 149 m (489 ft)      | Embankment, rock-fill                              | México                  | Balsas                  |                |
| Moiry Dam                            | 148 m (486 ft)      | Concrete arch                                      | Thụy Sĩ                 | Gougra                  |                |
| Salvajina Dam                        | 148 m (486 ft)      | Embankment, concrete-face rock-fill                | Colombia                | Rio Cauca               |                |
| Santa Giustina Dam                   | 148 m (486 ft)      | Concrete arch                                      | Ý                       | Santa Giustina          |                |
| Gigerwald                            | 147 m (482 ft)      | Concrete arch                                      | Thụy Sĩ                 | Tamina                  |                |
| Liujiaxia Dam                        | 147 m (482 ft)      | Concrete gravity                                   | Trung Quốc              | Yellow River            |                |
| Maoergai Dam                         | 147 m (482 ft)      | Embankment, rock-fill                              | Trung Quốc              | Heishui River           |                |
| Mangla Dam                           | 147 m (482 ft)      | Embankment                                         | Pakistan                | Jehlum River            | 1967           |
| Longshou II Dam                      | 146,5 m (481 ft)    | Embankment, concrete-face rock-fill                | Trung Quốc              | Heihe River             |                |
| Jilebulake Dam                       | 146,3 m (480 ft)    | Embankment, concrete-face rock-fill                | Trung Quốc              | Haba River              |                |
| Fontana Dam                          | 146,3 m (480 ft)    | Concrete gravity                                   | Hoa Kỳ                  | Little Tennessee River  |                |
| Belisario Domínguez (Angostura) Dam  | 146 m (479 ft)      | Embankment                                         | México                  | Grijalva River          |                |
| Limmern Dam                          | 146 m (479 ft)      | Concrete arch                                      | Thụy Sĩ                 | Limmern                 |                |
| Hassan I Dam                         | 145 m (476 ft)      | Embankment, earth-fill                             | Maroc                   | Lakhdar River           |                |
| Mohale Dam                           | 145 m (476 ft)      | Embankment, concrete-face rock-fill                | Lesotho                 | Sequnyane River         |                |
| Srisailam Dam                        | 145 m (476 ft)      | Concrete gravity                                   | Ấn Độ                   | Krishna                 |                |
| Tagokura Dam                         | 145 m (476 ft)      | Concrete gravity                                   | Nhật Bản                | Tadami River            |                |
| Ney Braga                            | 145 m (476 ft)      | Embankment, concrete-face rock-fill                | Brasil                  | Iguazu River            |                |
| Virdnejávri Dam                      | 145 m (476 ft)      | Concrete arch                                      | Na Uy                   | Alta-Kautokeino River   |                |
| Vacha Dam                            | 144,5 m (474 ft)    | Concrete gravity                                   | Bulgaria                | Vacha                   |                |
| Adiguzel Dam                         | 144 m (472 ft)      | Embankment, earth/rock-fill                        | Thổ Nhĩ Kỳ              | Buyuk Menderes          |                |
| Özlüce Dam                           | 144 m (472 ft)      | Embankment, concrete-face rock-fill                | Thổ Nhĩ Kỳ              | Peri River              |                |
| Tarbela Dam                          | 143,3 m (470 ft)    | Embankment                                         | Pakistan                | Indus River             | 1976           |
| Lei Dam                              | 143 m (469 ft)      | Concrete arch                                      | Ý                       | Lei River               |                |
| Morrow Point Dam                     | 143 m (469 ft)      | Concrete double-arch                               | Hoa Kỳ                  | Gunnison River          |                |
| Murum Dam                            | 143 m (469 ft)      | Roller-compacted concrete gravity                  | Malaysia                | Murum River             |                |
| Takhtakorpu Dam                      | 142,5 m (468 ft)    | Embankment, rock-fill with clay-core               | Azerbaijan              | Samur River             | 2013           |
| Oddatjørn Dam                        | 142 m (466 ft)      | Embankment                                         | Na Uy                   | Ulladalsåna             |                |
| Warragamba Dam                       | 142 m (466 ft)      | Concrete gravity                                   | Úc                      | Warragamba River        |                |
| Valle di Lei Dam                     | 141 m (463 ft)      | Concrete arch                                      | Thụy Sĩ                 | Graubünden              |                |
| Detroit Dam                          | 141 m (463 ft)      | Concrete gravity                                   | Hoa Kỳ                  | North Santiam River     |                |
| Aldeadávila Dam                      | 140 m (460 ft)      | Concrete arch-gravity                              | Tây Ban Nha/ Bồ Đào Nha | Douro River             |                |
| Gordon Dam                           | 140 m (460 ft)      | Concrete arch                                      | Úc                      | Gordon River            |                |
| Xingó Dam                            | 140 m (460 ft)      | Embankment, concrete-face rock-fill                | Brasil                  | São Francisco River     |                |
| Bath County PS Upper Dam             | 140 m (460 ft)      | Embankment, earth/rock-fill                        | Hoa Kỳ                  | Back Creek              |                |
| Arimine Dam                          | 140 m (460 ft)      | Concrete gravity                                   | Nhật Bản                | Wada River              |                |
| Bureya Dam                           | 140 m (460 ft)      | Concrete gravity                                   | Nga                     | Bureya                  | 2003           |
| Gissarak Dam                         | 140 m (460 ft)      | Embankment, rock-fill                              | Uzbekistan              | Aksu River              | 1988           |
| Chamera Dam                          | 140 m (460 ft)      | Concrete gravity                                   | Ấn Độ                   | Ravi                    |                |
| Srinagarind Dam                      | 140 m (460 ft)      | Embankment                                         | Thái Lan                | River Khwae Yai         |                |
| Jiangkou Dam                         | 139 m (456 ft)      | Concrete arch                                      | Trung Quốc              | Furong River            |                |
| Anderson Ranch Dam                   | 139 m (456 ft)      | Embankment, earth/rock-fill                        | Hoa Kỳ                  | Boise River             |                |
| Ahai Dam                             | 138 m (453 ft)      | Concrete gravity                                   | Trung Quốc              | Jinsha River            |                |
| Frera (Belviso) Dam                  | 138 m (453 ft)      | Concrete arch-gravity                              | Ý                       | Frera River             |                |
| Shahid Rajaee Dam                    | 138 m (453 ft)      | Concrete double-arch                               | Iran                    | Tajan River             |                |
| Wawushan Dam                         | 138 m (453 ft)      | Embankment, concrete-face rock-fill                | Trung Quốc              | Zhougonghe River        |                |
| Wuluwati Dam                         | 138 m (453 ft)      | Embankment, concrete-face rock-fill                | Trung Quốc              | Kalakashi River         |                |
| Union Valley Dam                     | 138 m (453 ft)      | Embankment, earth/rock-fill                        | Hoa Kỳ                  | Silver Creek            |                |
| Malpaso Dam                          | 137,5 m (451 ft)    | Embankment                                         | México                  | Grijalva River          |                |
| Çine Dam                             | 136,5 m (448 ft)    | Roller-compacted concrete gravity                  | Thổ Nhĩ Kỳ              | Çine                    |                |
| Jiudianxia Dam                       | 136,5 m (448 ft)    | Embankment, concrete-face rock-fill                | Trung Quốc              | Tao River               |                |
| Caracoles Dam                        | 136 m (446 ft)      | Concrete gravity                                   | Argentina               | San Juan                |                |
| Cancano Dam                          | 136 m (446 ft)      | Concrete arch-gravity                              | Ý                       | Adda                    |                |
| Los Reyunos Dam                      | 136 m (446 ft)      | Embankment                                         | Argentina               | Diamante River          |                |
| Minamiaiki Dam                       | 136 m (446 ft)      | Embankment, rock-fill                              | Nhật Bản                | Minamiaiki              |                |
| Cabril Dam                           | 136 m (446 ft)      | Concrete arch                                      | Bồ Đào Nha              | Zêzere River            |                |
| Carters Dam                          | 136 m (446 ft)      | Embankment, earth-fill                             | Hoa Kỳ                  | Coosawattee River       |                |
| Sauris Dam                           | 136 m (446 ft)      | Concrete double-arch                               | Ý                       | Lumiei                  |                |
| Alicura Dam                          | 135 m (443 ft)      | Embankment, concrete-face rock-fill                | Argentina               | Limay River             |                |
| Dongping Dam                         | 135 m (443 ft)      | Concrete arch                                      | Trung Quốc              | Zhong River             |                |
| Longma Dam                           | 135 m (443 ft)      | Embankment, concrete-face rock-fill                | Trung Quốc              | Lixian River            |                |
| Ilisu Dam                            | 135 m (443 ft)      | Embankment, earth-fill                             | Thổ Nhĩ Kỳ              | Tigris River            | 2018           |

## Đang xây dựng
| Tên                             | Chiều cao        | Loại                                | Quốc gia   | Sông                                         |
| ------------------------------- | ---------------- | ----------------------------------- | ---------- | -------------------------------------------- |
| Rogun Dam                       | 335 m (1,099 ft) | Embankment                          | Tajikistan | Vakhsh River                                 |
| Bakhtiari Dam                   | 325 m (1,066 ft) | Concrete arch                       | Iran       | Bakhtiari River                              |
| Shuangjiangkou Dam              | 312 m (1,024 ft) | Embankment, rock-fill               | Trung Quốc | Dadu River                                   |
| Lianghekou Dam                  | 295 m (968 ft)   | Embankment, concrete-face rock-fill | Trung Quốc | Yalong, Qingda and Xianshui River confluence |
| Brushy Fork Tailings Dam        | 290.8 m (954 ft) | Embankment                          | Hoa Kỳ     | Brushy Fork                                  |
| Baihetan Dam                    | 277 m (909 ft)   | Concrete arch                       | Trung Quốc | Jinsha River                                 |
| Diamer-Bhasha Dam               | 272 m (892 ft)   | Concrete gravity                    | Pakistan   | River Indus                                  |
| Dasu Dam                        | 242 m (794 ft)   | Concrete gravity                    | Pakistan   | River Indus                                  |
| Antamina Tailings Dam           | 240 m (790 ft)   | Embankment, concrete-face rock-fill | Perú       | Ayash River                                  |
| Wudongde Dam                    | 240 m (790 ft)   | Concrete gravity                    | Trung Quốc | Jinsha River                                 |
| Kishau Dam                      | 236 m (774 ft)   | Concrete gravity                    | Ấn Độ      | Tons River                                   |
| Tasang Dam                      | 228 m (748 ft)   | Embankment, concrete-face rock-fill | Myanmar    | Salween River                                |
| Ituango Dam                     | 225 m (738 ft)   | Embankment, earth-fill              | Colombia   | Cauca River                                  |
| Houziyan Dam                    | 223.5 m (733 ft) | Embankment, concrete-face rock-fill | Trung Quốc | Dadu River                                   |
| Maerdang Dam                    | 211 m (692 ft)   | Embankment, concrete-face rock-fill | Trung Quốc | Yellow River                                 |
| Lakhwar Dam                     | 204 m (669 ft)   | Concrete gravity                    | Ấn Độ      | Yamuna River                                 |
| Huangdeng Dam                   | 203 m (666 ft)   | Concrete gravity                    | Trung Quốc | Lancang River                                |
| Khersan-3 Dam                   | 195 m (640 ft)   | Concrete arch, variable-radius      | Iran       | Khersan River                                |
| Grand Ethiopian Renaissance Dam | 175 m (574 ft)   | Concrete gravity                    | Ethiopia   | Blue Nile River                              |
| Sykia Dam                       | 170 m (560 ft)   | Embankment, earth-fill              | Hy Lạp     | Achelous River                               |
| Silvan Dam                      | 166.5 m (546 ft) | Embankment, rock-fill               | Thổ Nhĩ Kỳ | Batman River                                 |
| Quxue Dam                       | 164.2 m (539 ft) | Embankment, rock-fill               | Trung Quốc | Shoqu River                                  |
| Aksu Dam                        | 155 m (509 ft)   | Embankment, rock-fill               | Thổ Nhĩ Kỳ | Çoruh River                                  |
| Moglicë Dam                     | 150 m (490 ft)   | Embankment, rock-fill               | Albania    | Devoll                                       |
| Upper Kaleköy Dam               | 150 m (490 ft)   | Concrete gravity                    | Thổ Nhĩ Kỳ | Murat River                                  |
| Yangqu Dam                      | 150 m (490 ft)   | Embankment, concrete-face rock-fill | Trung Quốc | Yellow River                                 |
| Çetin Dam                       | 145 m (476 ft)   | Embankment, rock-fill               | Thổ Nhĩ Kỳ | Botan River                                  |
| Miaowei Dam                     | 139.8 m (459 ft) | Embankment, rock-fill               | Trung Quốc | Lancang River                                |
| Myitsone Dam                    | 139.6 m (458 ft) | Embankment, concrete-face rock-fill | Myanmar    | Irrawaddy                                    |
| Wunonglong Dam                  | 137.5 m (451 ft) | Concrete gravity                    | Trung Quốc | Lancang River                                |
| Kouhrang 3 Dam                  | 135 m (443 ft)   | Arch, variable-radius               | Iran       | Kouhrang River                               |

## Thư viện ảnh

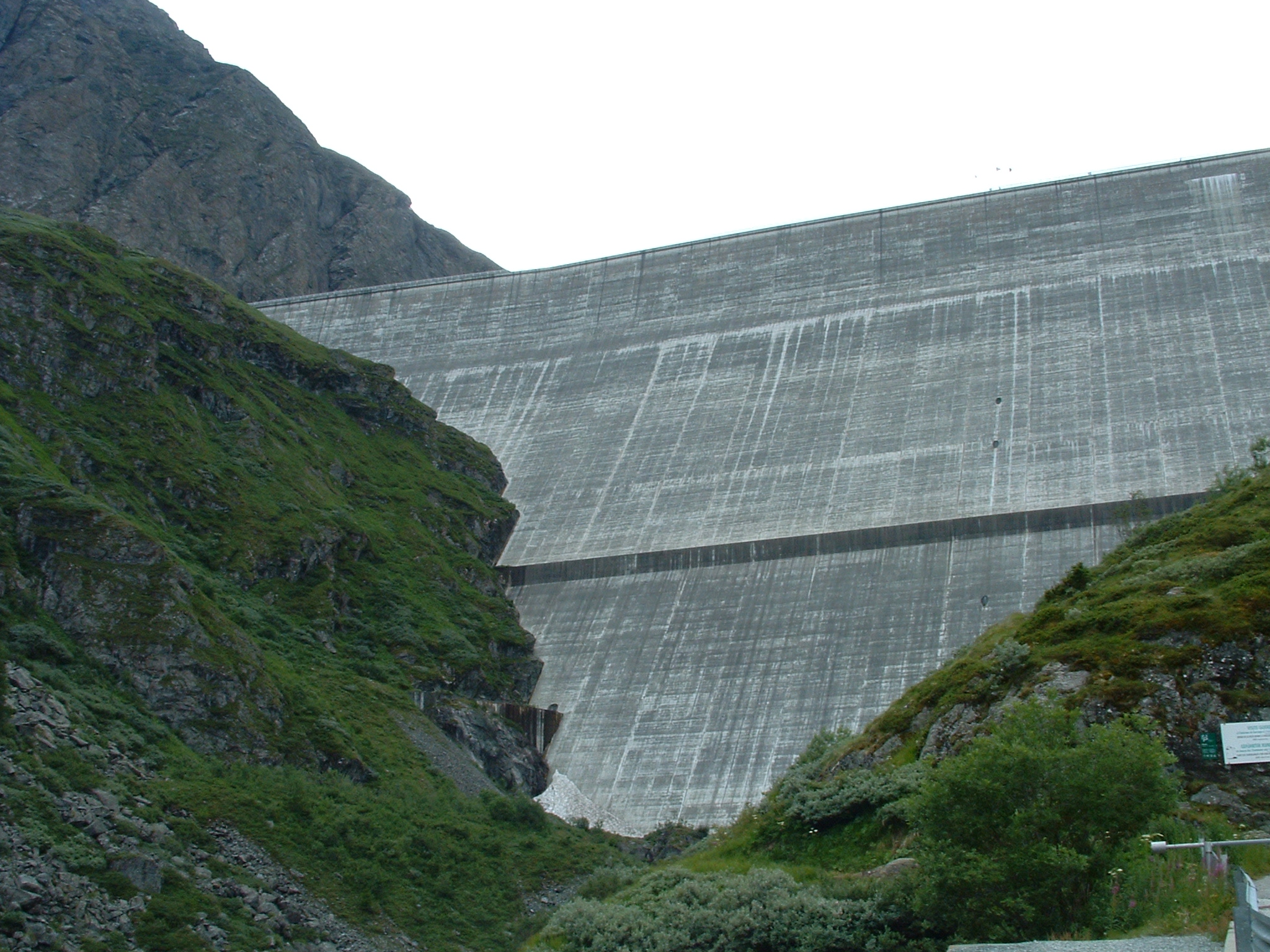
The Grande Dixence Dam in Thụy Sĩ
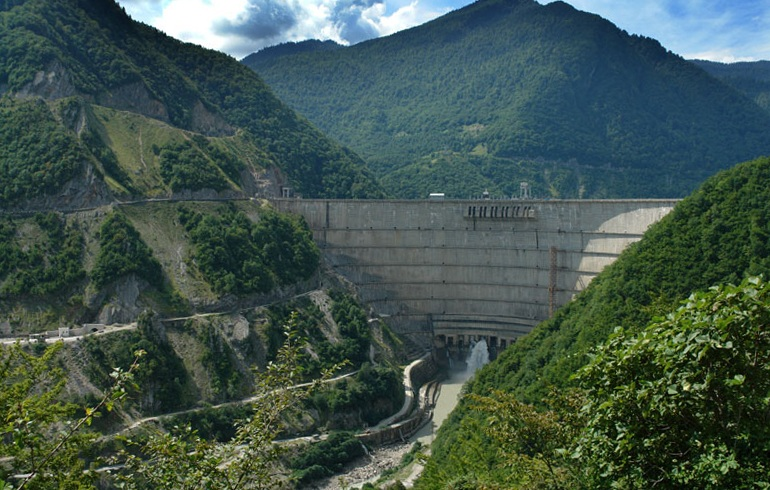
The Inguri Dam in Georgia
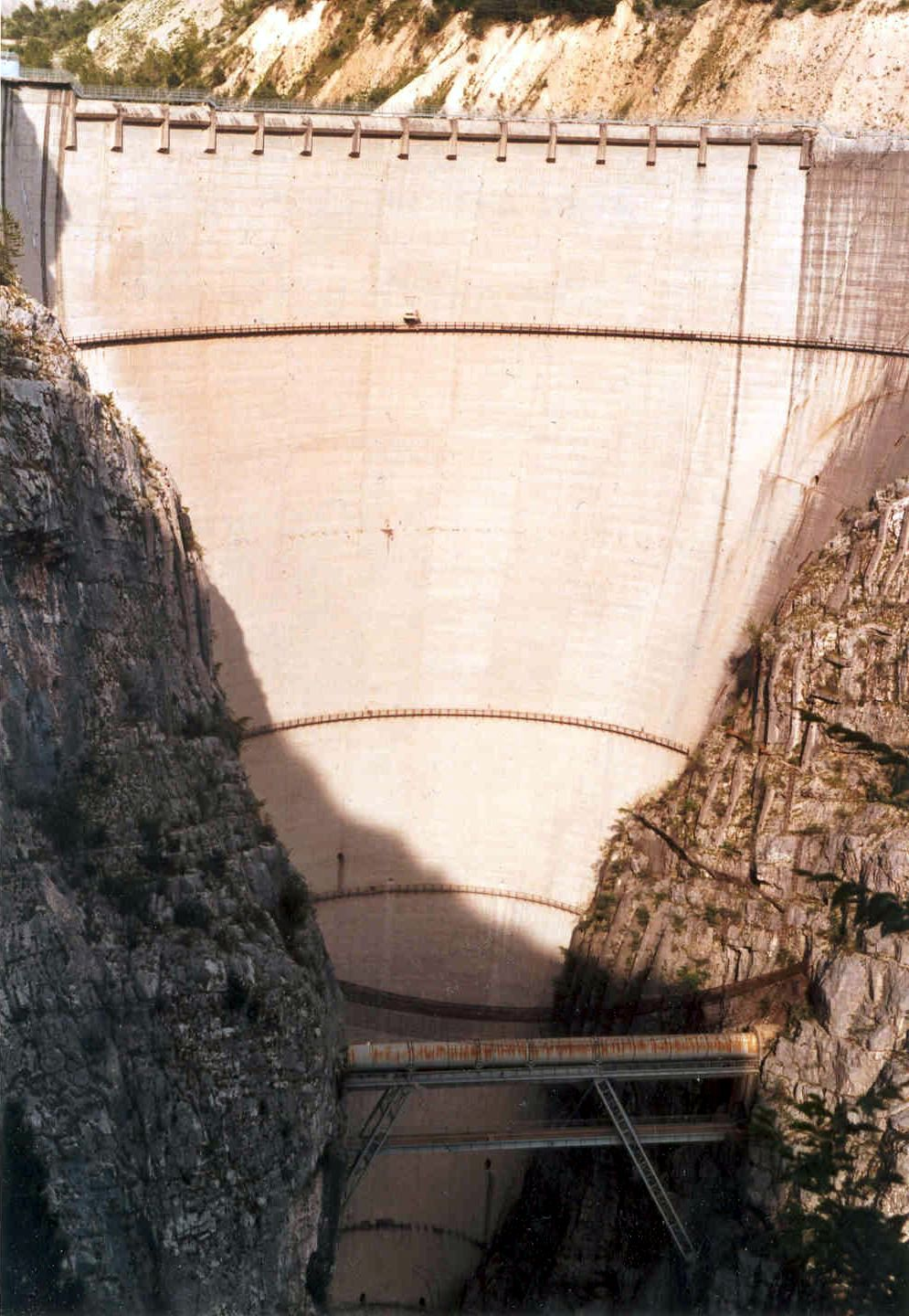
The Vajont Dam in Italy
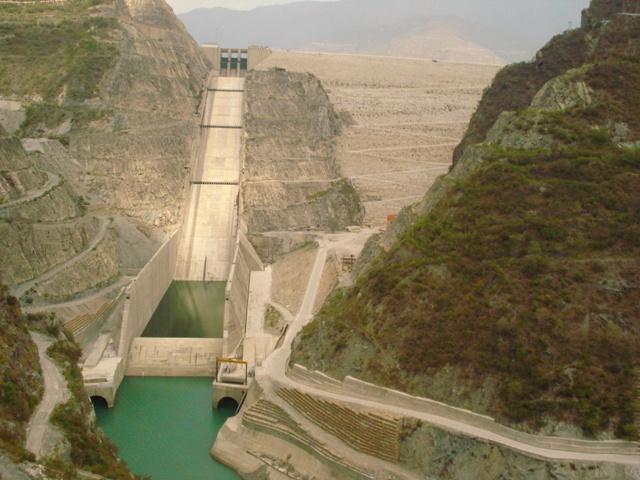
The Tehri Dam in Ấn Độ
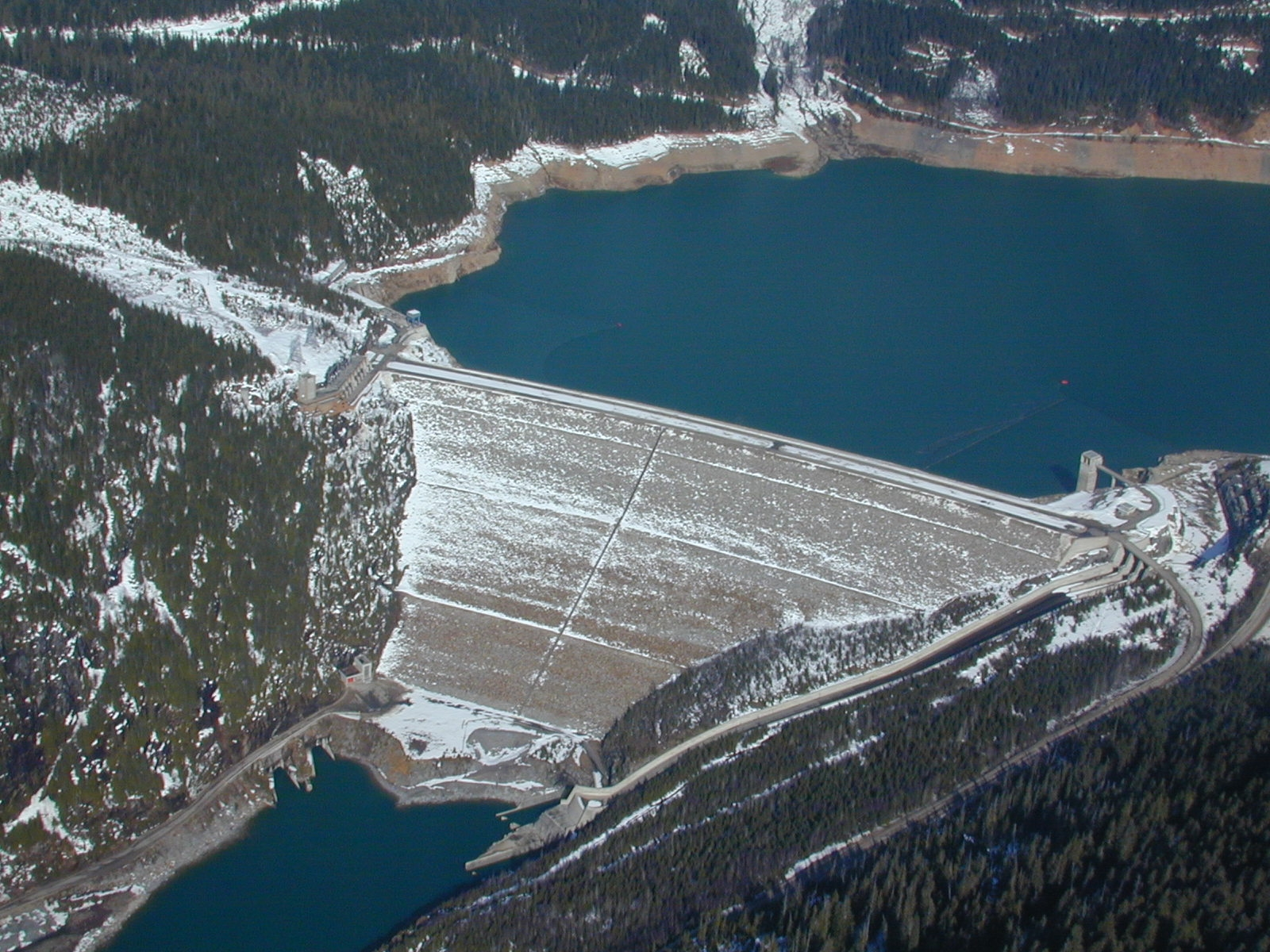
The Mica Dam in Canada
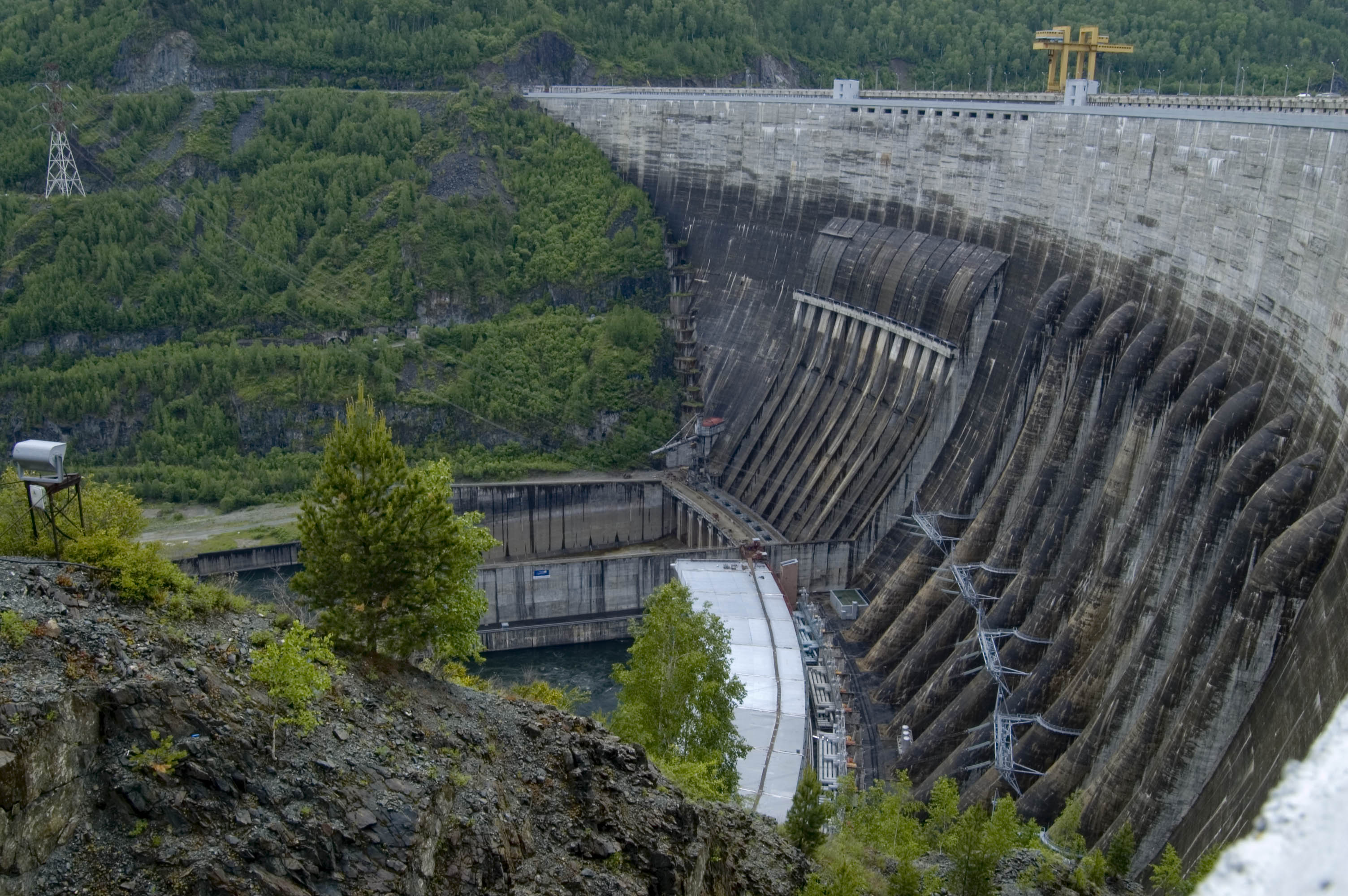
The Sayano Shushenskaya Dam in Nga
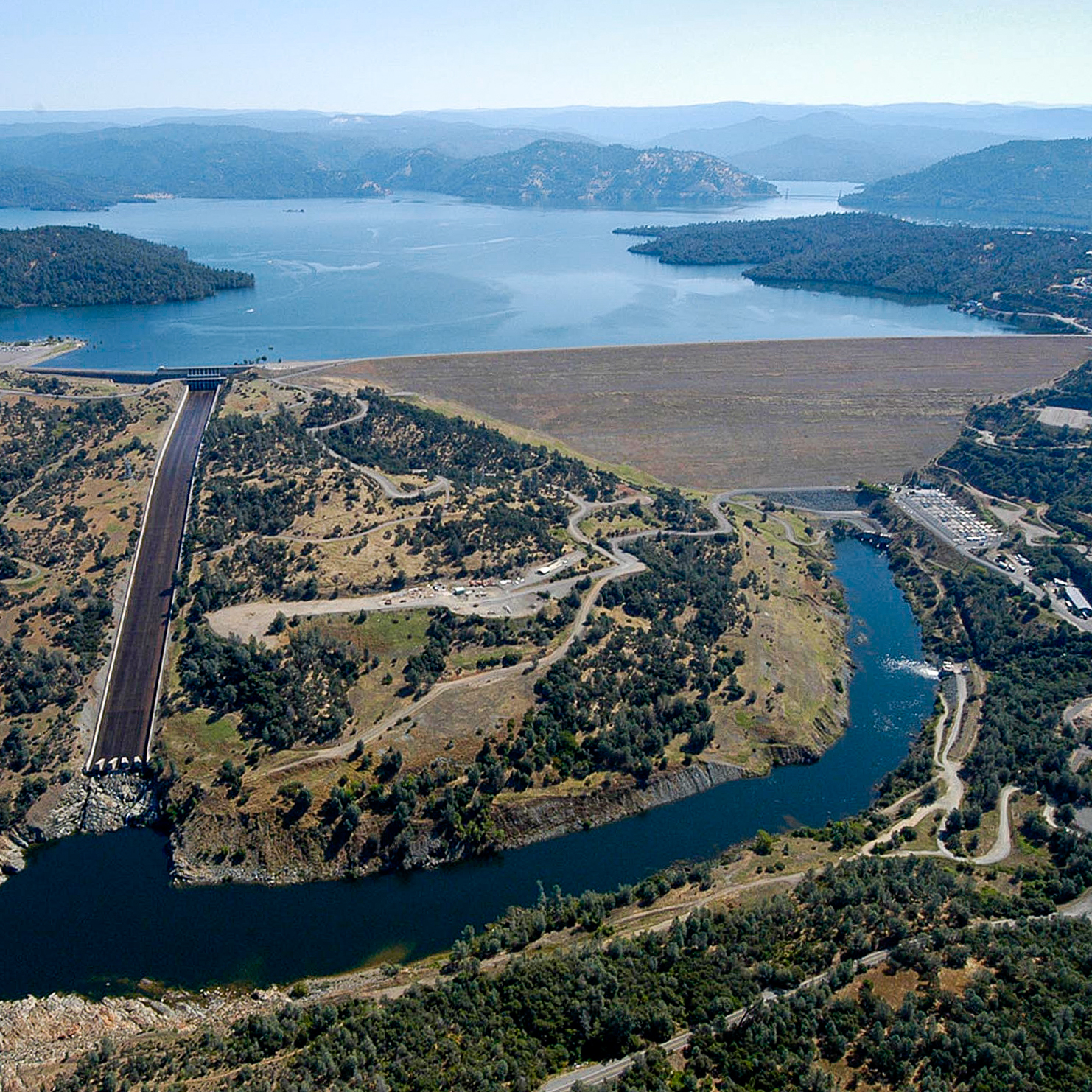
The Oroville Dam in the Hoa Kỳ
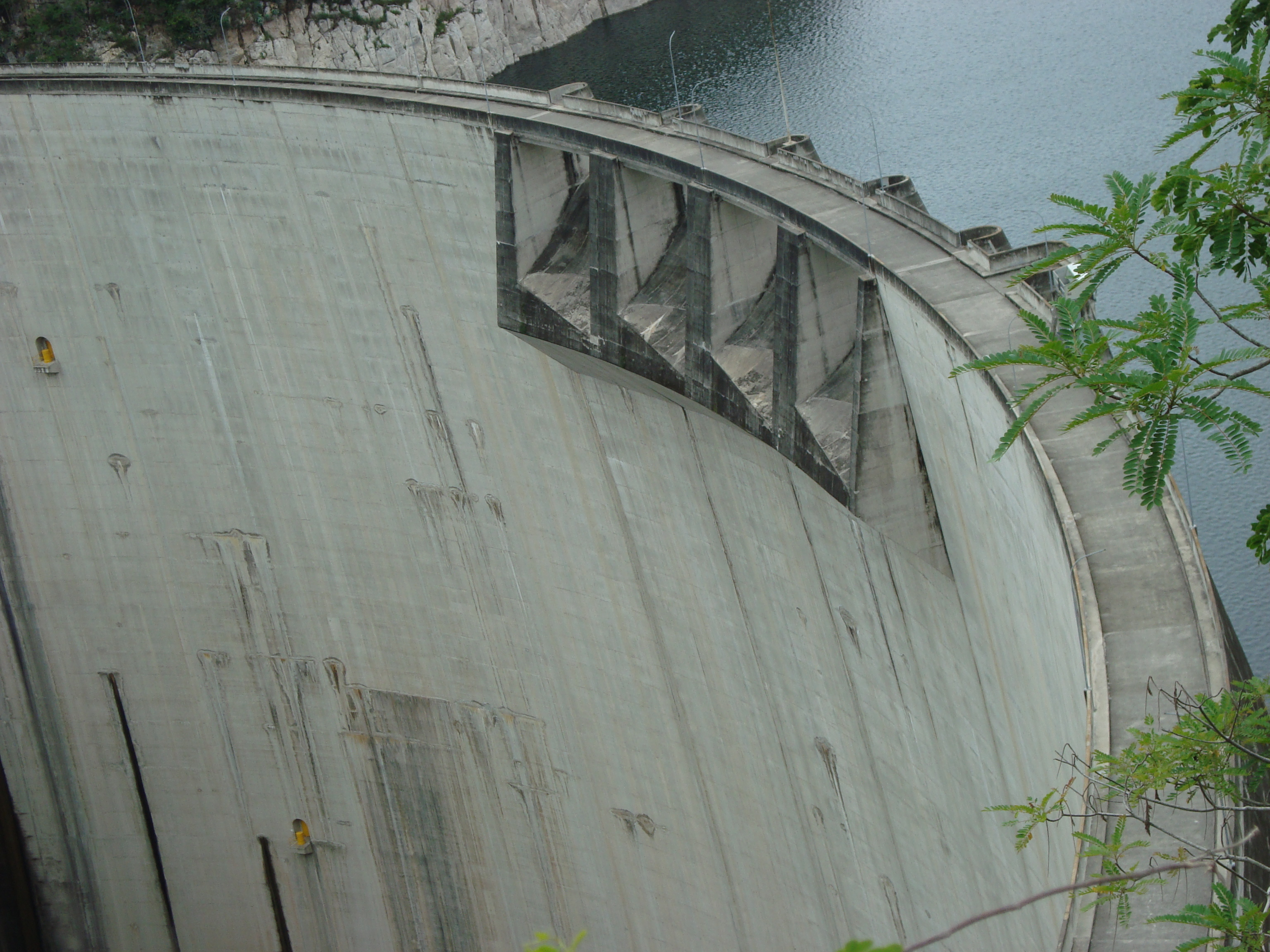
The El Cajón Dam in Honduras
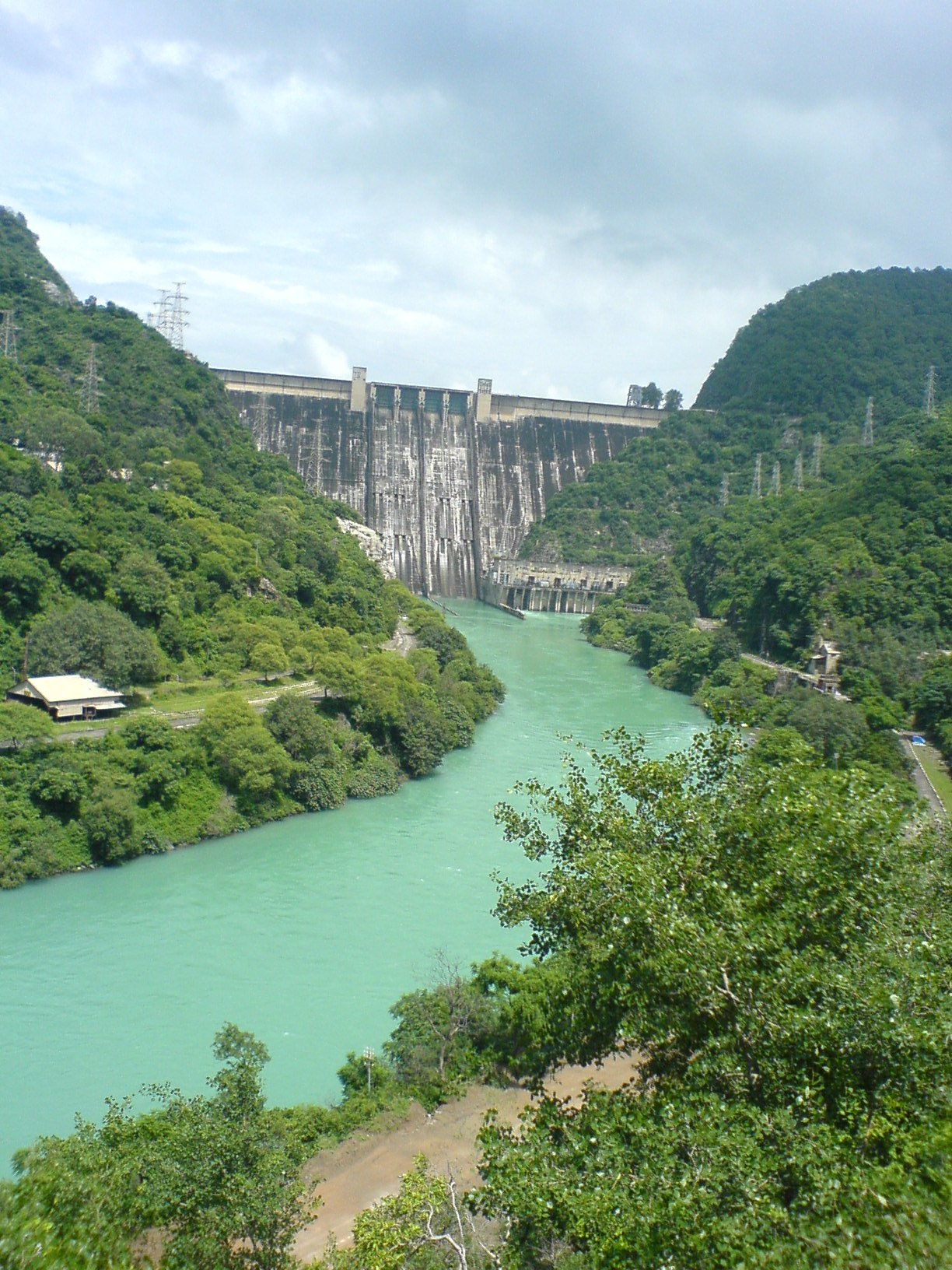
The Bhakra Dam in Ấn Độ
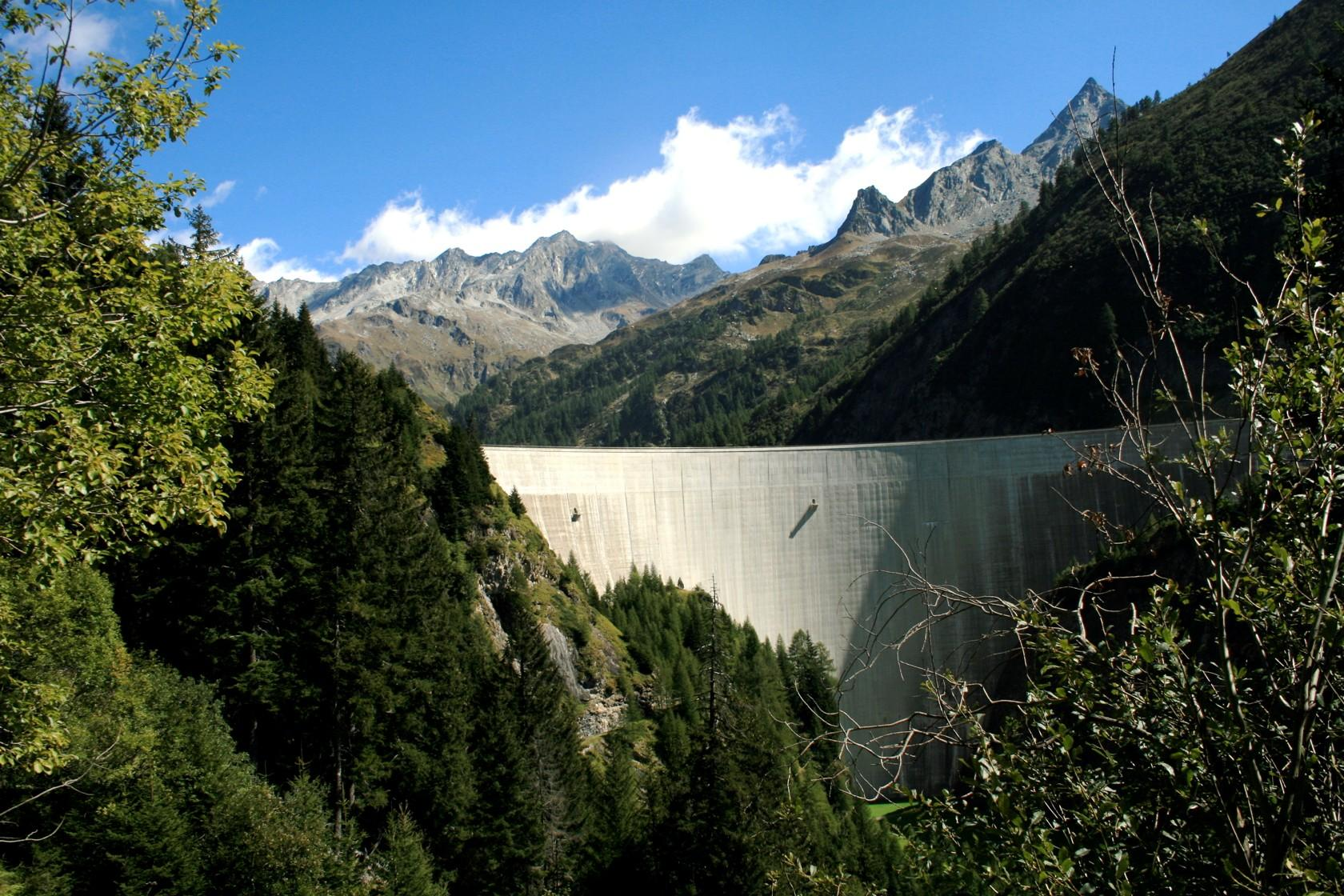
The Luzzone Dam in Thụy Sĩ
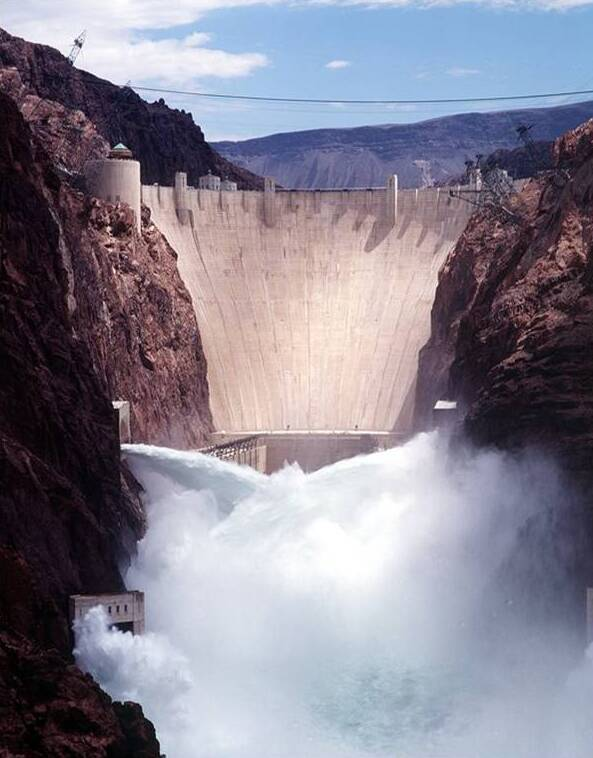
The Hoover Dam in the Hoa Kỳ
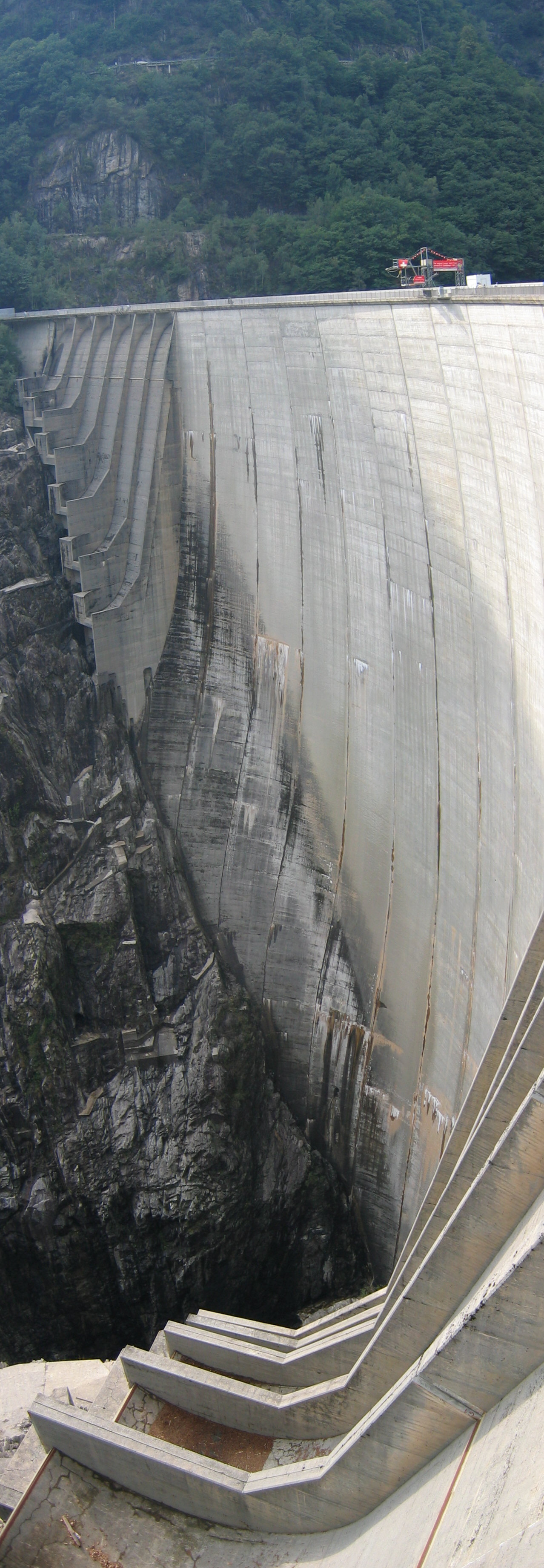
The Verzasca Dam in Thụy Sĩ
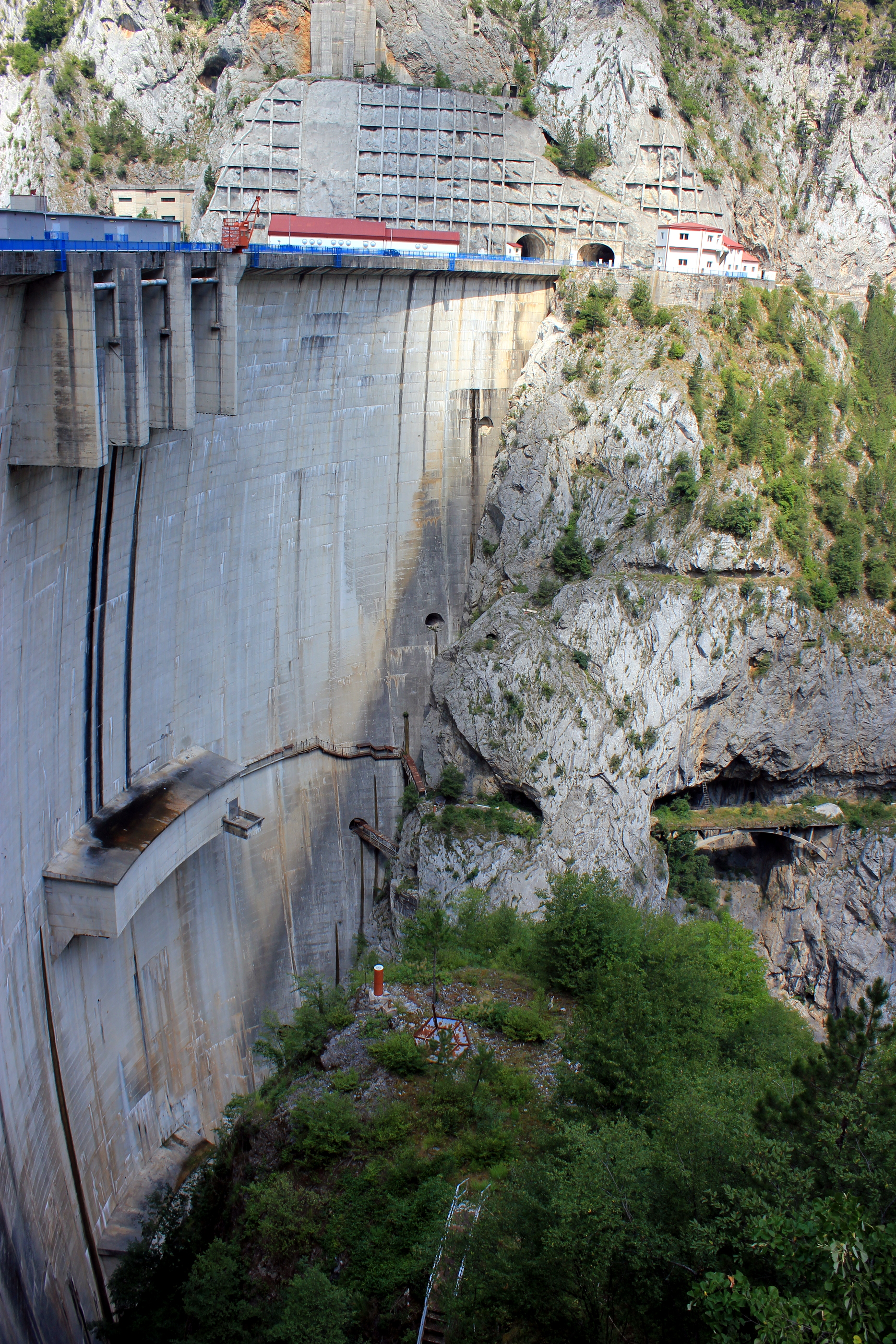
The Mratinje Dam in Montenegro